# Angelica Soffia
Angelica Soffia, född den 2 juli 2000, är en italiensk fotbollsspelare.

## Karriär
Angelica Soffia inledde sin seniorkarriär i SSD Women Hellas Verona år 2016. Hon värvades 2018 av AS Roma och 2022 av AC Milan. Hon har även representerat det italienska damlandslaget där hon debuterade år 2021.